# Bulbophyllum warmingianum
Bulbophyllum warmingianum är en orkidéart som beskrevs av Célestin Alfred Cogniaux. Bulbophyllum warmingianum ingår i släktet Bulbophyllum och familjen orkidéer. Inga underarter finns listade i Catalogue of Life.